# Cubaris schellenbergi
Cubaris schellenbergi är en kräftdjursart som först beskrevs av Karl Wilhelm Verhoeff 1928.  Cubaris schellenbergi ingår i släktet Cubaris och familjen Armadillidae. Inga underarter finns listade i Catalogue of Life.